# Décès en 1162
Décès
- 1158
- 1159
- 1160
- 1161
- 1162
- 1163
- 1164
- 1165
- 1166

Cette page dresse une liste de personnalités mortes au cours de l'année 1162 :
- 10 février : Baudouin III, roi de Jérusalem (il a 33 ans).
- 15 mars : Viacheslava de Novgorod, duchesse consort de Pologne et princesse de la Rus' de Kiev.
- 7 avril : Bérenger de Narbonne, abbé de Lagrasse puis archevêque de Narbonne.
- 8 avril : Eudes de Deuil (né vers 1110), moine bénédictin français, abbé de Saint-Denis.
- 31 mai : Géza II de Hongrie (né en 1130), roi de Hongrie (son fils Étienne III lui succède).
- 27 juin : Eudes II, duc de Bourgogne (né en 1118. Son fils Hugues III lui succède.
- 7 juillet : Håkon II de Norvège, roi de Norvège.
- 29 juillet : Guigues V d'Albon (né vers 1125), comte d'Albon.
- 31 juillet : Fujiwara no Tadazane, régent japonais.
- 6 août : Raimond-Bérenger IV de Barcelone, comte de Barcelone, de Gérone, d'Osona et de Cerdagne.

- Avenzoar ou Ibn Zhur, philosophe et médecin arabe, maître d'Averroès (né en 1091).
- Bertha de Lorraine, noble allemande.
- Hugues de Morville, chevalier normand au service de David Ier d'Écosse.
- Richard II de Montfaucon, seigneur de Montfaucon.
- Sylvestre de Marsico, baron italo-normand.
- Théoton de Coïmbre, fondateur des chanoines réguliers de la Sainte-Croix de Coïmbre.

## Crédit d'auteurs
- Cet article est partiellement ou en totalité issu de l'article intitulé « 1162 » (voir la liste des auteurs).